# Sako

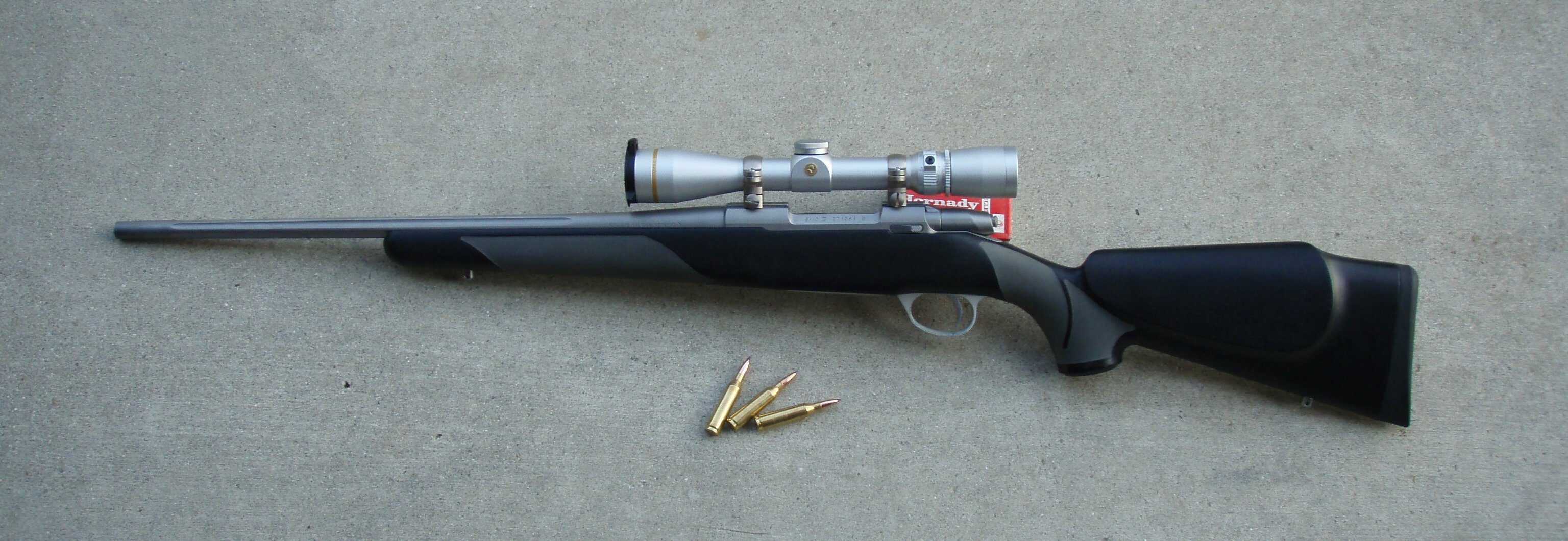
Sako Finnlight i kaliber .243 Winchester

Sako Oy (från Suojeluskuntain Ase-ja Konepaja Oy, Skyddskårernas vapen- och maskinverkstad AB) är en finsk vapentillverkare grundad 1921 med säte i Riihimäki. Sedan år 2000 är Sako ett helägt dotterbolag till Beretta Holding B.V.

## Historik
Den Vita generalstabens vapenfabrik upprättades 1919. Den 1 april 1921 grundades Sako i Helsingfors, men flyttade i december 1927 till Riihimäki där huvudkontoret fortfarande ligger. 1929 påbörjades ammunitionstillverkning, och vapenmonteringen expanderade gradvis till att även innefatta tillverkning av pipor, kolvar och stockar. Efter krigsslutet 1945 blev finska Röda korset ägare, och produktionen i stort lades om till nödmateriel. Detta fortgick fram till 1962, när Suomen Kaapelitehdas Oy blev ny ägare. Sako såldes redan 1967 till Oy Nokia Ab, som även tog över Tikkakoski Oy. 1983 slog Nokia samman de bägge vapentillverkarna till Oy Sako-Tikka Ab. Efter diverse uppköp av andra vapenfabriker i Finland, USA samt Kanada och namnbyten sålde Nokia 1999 sina aktier till Valmet Oy, som gått in som hälftenägare 1987. Samma år gick Valmet samman med Rauma Oy och bildade Metso Oyj, som ett år senare sålde av Sako till Beretta.